# Ihrlerstein
Ihrlerstein – miejscowość i gmina w Niemczech, w kraju związkowym Bawaria, w rejencji Dolna Bawaria, w regionie Ratyzbona, w powiecie Kelheim, siedziba wspólnoty administracyjnej Ihrlerstein. Leży na północ od Kelheim.

## Dzielnice
W skład gminy wchodzą następujące dzielnice: Einwald, Neukelheim, Walddorf i Sausthal.

## Demografia
| Rok  | Liczba mieszk. |
| ---- | -------------- |
| 1970 | 2 849          |
| 1987 | 3 583          |
| 2004 | 4 291          |

## Osoby urodzone w Ihrlerstein
- Wolfgang Herrmann – ur. 1948 chemik, rektor Uniwersytetu Technicznego w Monachium

## Oświata
(na 1999)

W gminie znajduje się przedszkole (150 miejsc i 122 dzieci) oraz szkoła podstawowa (26 nauczycieli, 456 uczniów).